# Brendan Graham
Brendan Graham (* 1945 im County Tipperary) ist ein irischer Autor. Er komponierte zwei Siegertitel beim Eurovision Song Contest und schrieb drei Romane.
Für den Titel You Raise Me Up schrieb er 2002 den Text für die Gruppe Secret Garden, weiterhin komponierte er für die Gruppe Celtic Woman.

## Titel beim Eurovision Song Contest
- 1976: Red Hurley: When (10. Platz)
- 1985: Maria Christian: Wait until the Weekend Comes (6. Platz)
- 1994: Paul Harrington & Charlie McGettigan: Rock’n’Roll Kids (1. Platz)
- 1996: Eimear Quinn: The Voice (1. Platz)

## Bibliografie
- The Whithest Flower. HarperCollins, London 1998, ISBN 0-00-225678-9.
- The Element of Fire. HarperCollins, London 2001, ISBN 0-00-225977-X.
- The Brightest Day, The Darkest Night. HarperCollins, London 2004, ISBN 0-00-716342-8.